# Alfredo Mezio
Alfredo Mezio (Solarino, 11 marzo 1908 – Roma, 8 maggio 1978) è stato un giornalista, critico letterario e critico d'arte italiano.

## Biografia
Nato nel 1908 da una famiglia benestante, perse il padre, medico solarinese, in tenera età e, dal momento che la madre si era risposata, fu affidato alla tutela di uno zio prete che mensilmente gli inviava un assegno per mantenersi agli studi. Le ristrettezze economiche in cui versava la famiglia, lo costrinsero a vivere in una modesta pensione in Ortigia, ove frequentava il liceo classico, mentre, l'abitudine a viver da solo fin da piccolo e la mancanza di controlli gli crearono un bisogno spasmodico di compagnia ed una certa insofferenza per la disciplina degli orari e delle interrogazioni, che lo porterà presto ad abbandonare la scuola, ma non i compagni. Anche quando non frequentò più le lezioni, infatti, era solito intrattenersi con gli studenti, specie dell'istituto tecnico, anch'esso in Ortigia, che stavano per entrare a scuola o che ne erano appena usciti e, durante tali incontri era solito disegnare caricature dei professori e vignette aventi ad oggetto i grandi scrittori della letteratura italiana, dimostrando una forte passione per il disegno, che, in seguito, si rivelerà fondamentale per la sua carriera.
Tra quegli studenti dell'istituto tecnico vi era Elio Vittorini, con il quale nascerà un'intensa amicizia, suggellata dalla trasposizione letteraria di Mezio nel personaggio di Tarquinio Masseo, protagonista dei romanzi Il garofano rosso e  Giochi di ragazzi.
La "fame di cultura" del giovane Mezio, che lo aveva già spinto alla lettura di autori contemporanei, di opere di carattere politico e di ogni tipo di giornale, al punto da divenire assiduo frequentatore delle librerie di Siracusa e di Catania - che per via dell'università erano più fornite - dapprima, lo farà avvicinare, nel 1923, ai circoli comunisti aretusei, ma senza alcuna intenzione di farne parte, per non imbrigliarsi in un organismo partitico; quindi, alla fine degli anni venti, lo porterà ad abbandonare la Sicilia per trasferirsi nel più vivace ambiente culturale di Roma, dove si sposò, ebbe una figlia, Roberta, e visse il resto della sua vita.
Giunto nella capitale, venne subito segnalato dallo scrittore valguarnerese Francesco Lanza a Telesio Interlandi ed iniziò a collaborare come caricaturista con le riviste di quest'ultimo: Il Tevere e Quadrivio, ma scrisse anche alcuni articoli a sostegno delle Leggi razziali fasciste sulla rivista La difesa della razza;  mentre, alcuni disegni comparvero anche su Il Selvaggio di Mino Maccari. Nel 1931 scrisse per il bimestrale d'arte e letteratura Fronte e, successivamente, anche per Il Piccolo.
Alla fine della Seconda guerra mondiale, abbandonata definitivamente l'ideologia fascista, Mezio si avvicinò al moderatismo liberale e, nel febbraio 1949, iniziò una proficua collaborazione con Il Mondo di Mario Pannunzio. La sua collaborazione riguardò, dapprima, la cura delle rubriche di critica letteraria, successivamente, la cura della rubrica di critica d'arte denominata "Gallerie" sulla quale pubblicò più di trecentocinquanta articoli. De Il Mondo, Mezio fu anche caporedattore e, nel 1954, proprio per tale periodico, curò alcune anticipazioni dell'ultimo romanzo del vecchio amico Vittorini, Le città del mondo.
Delle sue qualità di critico dà indiretta conferma anche Ennio Flaiano, che in uno dei suoi libri più conosciuti "Diario notturno, include Mezio tra i protagonisti del racconto "Fine di un caso" nelle vesti di un invitato ad una festa nella Roma anni 50.
Sul finire degli anni sessanta, conclusasi l'esperienza a Il Mondo, a seguito della chiusura del giornale, avvenuta nel marzo 1966, Mezio iniziò a collaborare con la rivista televisiva Video e con la RAI, per la quale intervistò il poeta Giuseppe Ungaretti e lo scrittore Dino Buzzati. Intorno agli anni settanta si interessò anche di sceneggiatura cinematografica, tanto che nel 1974 venne contattato dal regista Luigi Faccini per la realizzazione del film Garofano rosso (basato sull'omonimo racconto di Vittorini e girato fra Siracusa e Noto).
Morì a Roma, l'8 maggio 1978, dopo una settimana di agonia, a seguito dei traumi riportati in un incidente stradale occorsogli mentre passeggiava nei pressi di piazza Ungheria, nel quartiere Parioli.
Nel 1997 il suo paese natale gli ha intitolato una via e la biblioteca comunale.

## Opere
- Scritti d'arte (1995), raccolta postuma di articoli e bozzetti curata da Corrado Sofia, poeta e giornalista netino, nonché amico del Mezio e suo collega durante la collaborazione con il Quadrivio.[8]